# ACM Transactions on Sensor Networks
ACM Transactions on Sensor Networks is een internationaal, aan collegiale toetsing onderworpen wetenschappelijk tijdschrift op het gebied van informatiesystemen en telecommunicatie. De naam wordt in literatuurverwijzingen meestal afgekort tot ACM. T. Sensor Network. Het wordt uitgegeven door de Association for Computing Machinery.